# Elieshi Lema
Elieshi Lema, född 1949, är en tanzanisk författare och kulturpersonlighet.
Lema är uppvuxen i byn Nronga på Kilimanjaros sluttningar. Storstadslivet mötte hon först när hon påbörjade sina universitetsstudier för att utbilda sig till bibliotekarie. Hon har även en masterexamen i kreativt skrivande. Hennes eget skrivande, först poesi och sedan barnböcker började samtidigt som hon arbetade på ett av Tanzanias inhemska förlag. Nu har hon sedan många år ett eget bokförlag, E&D Vision Publishing Limited. E&D ger ut läromedel, barnböcker, skönlitteratur och har  också ett bokcafé intill förlaget.
Elieshi Lemas barnböcker är skrivna på swahili, men sin första roman för vuxna, Parched Earth (2001), skrev hon på engelska. På svenska gavs den ut av Bokförlaget Tranan 2004 med titeln Bränd jord, i Roy Isakssons översättning. Det är en berättelse om kärlek mellan mor och dotter, syster och bror och mellan man och kvinna. Förälskelsens besatthet skildras med en sensualism som aldrig tidigare förekommit i tanzanisk litteratur, vilket inte var helt okontroversiellt i landet. Boken skildrar livet mellan traditionella och moderna normer, det patriarkala förtrycket av kvinnor men också de män som inte passar in på gängse förväntningar och en ung kvinnas väg till insikten att hon måste ta kontroll över sitt liv.
Hennes barnböcker har ett uttalat genusperspektiv och tar ofta upp ämnen som HIV/AIDS.